# Vektor
V matematice je vektor definován abstraktně jako prvek vektorového prostoru. Vektory se dají spolu sčítat a dále násobit prvky komutativního algebraického tělesa, tzv. skaláry, např. reálnými čísly. 
V každém vektorovém prostoru lze díky axiomu výběru najít bázi, která určuje souřadnice daného vektoru vzhledem k této bázi. Pokud je vektorový prostor konečněrozměrný, souřadnice vektoru tvoří uspořádané n-tice čísel, označovaných jako složky (též komponenty) vektoru. Speciálně, pokud se za vektorový prostor volí kartézský součin množin reálných či komplexních čísel, tj. pokud je za vektorový prostor bráno {\displaystyle \mathbb {R} ^{n}} či {\displaystyle \mathbb {C} ^{m}} pro nějaká přirozená čísla {\displaystyle n} a {\displaystyle m}, tak se jeho prvky nazývají aritmetické vektory.
Vektor představuje ve  vektorovém počtu a fyzice veličinu, která má kromě velikosti i směr a orientaci.
Příkladem vektoru je síla — má velikost a směr, a více sil se skládá dohromady podle zákona o skládání sil – rovnoběžníkového pravidla. Vektory se ve fyzice obvykle popisují pomocí složek (souřadnic), které ovšem závisí na volbě souřadnicových os.

## Definice
Neformálně je vektor veličina charakterizovaná velikostí (v matematice číslem, ve fyzice počtem jednotek) a směrem. Často je reprezentovaná graficky jako šipka. Příkladem je „Pohyb na sever rychlostí 90 km/hod“ nebo „Přitahován ke středu Země silou 70 newtonů“.
Ve fyzice se vektory obvykle zapisují v souřadnicích. Aby byl vektor dobře definován, požaduje se následující vlastnost: jestliže si zvolím novou souřadnicovou soustavu a měřím body v prostoru v novém souřadném systému, pak souřadnice vektoru se změní podle stejného vzorce jak souřadnice bodů v prostorů. Tato vlastnost se nazývá kovariance vůči změně (prostorových) souřadnic ("stejná" změna jeho souřadnic, nové se počítají podle stejného pravidla jako souřadnice polohy). Tedy jestliže systém souřadnic podstoupí lineární transformaci popsanou vztahem {\displaystyle x_{i}^{\prime }=\sum _{j=1}^{n}a_{ij}x_{j}}, pak složky libovolného vektoru {\displaystyle \mathbf {v} } se podobně transformují podle vztahu
{\displaystyle v_{i}^{\prime }=\sum _{j=1}^{n}a_{ij}v_{j}},
kde {\displaystyle v_{i}} jsou složky vektoru {\displaystyle \mathbf {v} } v původní soustavě souřadnic a {\displaystyle v_{i}^{\prime }} jsou složky vektoru {\displaystyle \mathbf {v} } v  nové soustavě souřadnic. Tuto transformaci lze vyjádřit v maticovém zápisu jako {\displaystyle \mathbf {v} ^{\prime }=\mathbf {A} \cdot \mathbf {v} }, kde {\displaystyle \mathbf {A} } je transformační matice se složkami {\displaystyle a_{ij}}. Někdy se požaduje invariance ne vůči všem lineárním transformacím, ale jen rotacím a zrcadlením (v klasické mechanice), nebo Lorentzovým transformacím (v speciální relativitě).
Pokud není vektor vázán k žádnému pevnému bodu prostoru, tzn. pro jeho vyjádření je důležitý pouze jeho směr a velikost, pak hovoříme o volném vektoru. Pokud je daný vektor spojen s určitým bodem prostoru (t.j. má počátek), pak hovoříme o vázaném vektoru.
Pokud je vektor definován v každém bodě prostoru, pak se hovoří o vektorovém poli.
V matematice se pod pojmem vektor obvykle rozumí prvek nějakého vektorového prostoru. Tyto prostory mohou být i nekonečněrozměrné, proto někdy má smysl mluvit, že i funkce je vektor, anebo stav fyzikálního systému je vektor (v kvantové mechanice).

### Pravý a axiální vektor
Jako pravý vektor se označuje vektorová veličina, která se dá nějakým způsobem měřit nebo počítat za předpokladu pevně zvolené ortonormální souřadnicové soustavy a když se podle stejných pravidel změří nebo spočte v souřadnicové soustavě, která je vůči původní otočená nebo zrcadlená, vyjde „stejný“ vektor (jeho souřadnice se vůči původním změnily podle stejného vzorce jako souřadnice bodů v prostoru). Při zrcadlení os tedy pro pravý vektor platí
{\displaystyle \mathbf {V} (-x_{i})=\mathbf {V} (x_{i}),}
kde {\displaystyle (-x_{i})} označuje souřadnicovou soustavu, která má opačnou orientaci jako {\displaystyle (x_{i})} .
Vektorová veličina, která se při rotacích transformuje stejně jako souřadnice, avšak při zrcadlení souřadnicových soustav mění znaménko, se označuje jako axiální vektor (nepravý vektor nebo pseudovektor). Při zrcadlení os tedy pro axiální vektor platí
{\displaystyle \mathbf {V} (-x_{i})=-\mathbf {V} (x_{i}).}
Matematicky se dá axiální vektor definovat jako prvek druhé vnější mocniny prostoru (v dimenzi 3), resp. obecněji jako prvek (n-1)-ní vnější mocniny {\displaystyle \wedge ^{n-1}\mathbf {V} } n-rozměrného vektorového prostoru V. Za předpokladu volby skalárního součinu a orientace na V pak lze takový prvek ztotožnit s vektorem (prvkem V) pomocí Hodgeovy duality. Znaménko výsledného vektoru pak závisí na volbě orientace.
Příkladem pravého vektoru je polohový vektor {\displaystyle \mathbf {r} } nebo vektor rychlosti {\displaystyle \mathbf {v} }, axiálním vektorem je například vektor úhlové rychlosti {\displaystyle \mathbf {\Omega } }. Pseudovektory se často konstruují z pravých vektorů pomocí vektorového součinu (je invariantní vůči rotacím, ale ne zrcadlením).

## Reprezentace vektoru
Symboly pro vektory jsou obvykle tištěny tučně, jako a; to je také konvence použitá v této encyklopedii. Mezi další zvyklosti označování patří {\displaystyle {\vec {a}}} nebo a, zvlášť při ručním psaní. Alternativně lze použít i ã.

Vektory se obvykle v grafech nebo jiných diagramech označují jako orientované úsečky: 
Zde bod A se nazývá počáteční, bod B koncový bod. Délka šipky představuje velikost vektoru, šipka určuje jeho (orientovaný) směr.
Vektory jsou také často vyjadřovány pomocí svých složek, např. {\displaystyle a_{i}} pro vektor {\displaystyle \mathbf {a} }.
V pokročilejší matematické či fyzikální literatuře se pro vektory žádné speciální značení nepoužívá a jsou označovány stejně jako ostatní veličiny, popř. se používá složkový zápis. Např. místo {\displaystyle \mathbf {a} } se použije {\displaystyle a_{i}} nebo pouze {\displaystyle a}.
Kvantová fyzika používá pro zápis vektoru tzv. Diracovu symboliku.
V diferenciální geometrii se vektor v dané souřadné soustavě často vyjadřuje pomocí operátorů parciálních derivací, tedy např. jako
{\displaystyle \mathbf {A} =a_{x}{\frac {\boldsymbol {\partial }}{{\boldsymbol {\partial }}x}}+a_{y}{\frac {\boldsymbol {\partial }}{{\boldsymbol {\partial }}y}}+a_{z}{\frac {\boldsymbol {\partial }}{{\boldsymbol {\partial }}z}}\;.}
S výhodou se využívá faktu, že při obecných transformacích souřadnic se vektory transformují stejně jako parciální derivace – pomocí řetízkového pravidla.

## Operace s vektory

### Sčítání vektorů
Pro dva vektory {\displaystyle \mathbf {A} ,\mathbf {B} } ze stejného vektorového prostoru je definován
jejich součet {\displaystyle \mathbf {C} =\mathbf {A} +\mathbf {B} }. Pro složky vektorů platí
{\displaystyle C_{i}=A_{i}+B_{i}}
Pokud jsou dva vektory na sebe kolmé, lze velikost výsledného vektoru určit Pythagorovou větou. Výsledný vektor je možno reprezentovat graficky a to doplněním do vektorového rovnoběžníku (nechť je cíl výsledného vektoru bod C, počátek bod A, cíl vektoru 1 bod B a cíl vektoru 2 bod D. Úhlopříčka AC vektorového rovnoběžníku ABCD pak představuje výsledný vektor. Délka této vektorové úsečky je rovna velikosti výsledného vektoru.)

### Násobení vektoru číslem
Pro libovolný vektor {\displaystyle \mathbf {A} } a číslo {\displaystyle k} je definován vektor {\displaystyle k\mathbf {A} } se složkami
{\displaystyle k\cdot A_{i}}.

### Součin vektorů
Součin vektorů lze definovat různým způsobem. Používané součiny vektorů jsou
- skalární součin
- vektorový součin
- smíšený součin
- tenzorový součin

### Vlastnosti vektorových operací
Mějme vektory {\displaystyle \mathbf {A} ,\mathbf {B} ,\mathbf {C} } a skaláry {\displaystyle a,b}. Pak platí komutativní zákon pro sčítání vektorů
{\displaystyle \mathbf {A} +\mathbf {B} =\mathbf {B} +\mathbf {A} }
Pro sčítání dvou vektorů platí asociativní zákon, tzn.
{\displaystyle \mathbf {A} +(\mathbf {B} +\mathbf {C} )=(\mathbf {A} +\mathbf {B} )+\mathbf {C} }
Platí také asociativní zákon pro násobení číslem, tedy
{\displaystyle a(b\mathbf {A} )=(ab)\mathbf {A} }
Dále platí distributivní zákony
{\displaystyle (a+b)\mathbf {A} =a\mathbf {A} +b\mathbf {A} }
{\displaystyle a(\mathbf {A} +\mathbf {B} )=a\mathbf {A} +a\mathbf {B} }
Existuje nulový vektor {\displaystyle \mathbf {0} } splňující následující vztahy
{\displaystyle \mathbf {A} +\mathbf {0} =\mathbf {A} }
{\displaystyle \mathbf {0} \cdot \mathbf {A} =\mathbf {0} }
{\displaystyle a\mathbf {0} =\mathbf {0} }
Ke každému vektoru {\displaystyle \mathbf {A} } existuje opačný vektor {\displaystyle -\mathbf {A} }, pro nějž platí
{\displaystyle \mathbf {A} +(-\mathbf {A} )=\mathbf {0} }
{\displaystyle -(a\mathbf {A} )=(-a)\mathbf {A} =a(-\mathbf {A} )}
Pokud {\displaystyle \mathbf {B} =\mathbf {A} +\mathbf {C} }, pak
{\displaystyle \mathbf {C} =\mathbf {B} +(-\mathbf {A} )=\mathbf {B} -\mathbf {A} }
Za lineární kombinaci dvou vektorů {\displaystyle \mathbf {A} ,\mathbf {B} } je považován vektor {\displaystyle \mathbf {C} =a\mathbf {A} +b\mathbf {B} }, kde a, b jsou libovolná čísla, jehož složky jsou
{\displaystyle C_{i}=aA_{i}+bB_{i}}

Dva lineárně závislé vektory označujeme jako kolineární (rovnoběžné). Jsou-li dva vektory lineárně závislé, je jeden z nich násobkem druhého, oba tedy určují stejný směr v prostoru a jsou tedy rovnoběžné. Vektorový součin dvou kolineárních vektorů v {\displaystyle \mathbb {R} ^{3}} je nulový.
Tři vzájemně lineárně závislé vektory označujeme jako komplanární. Komplanární vektory leží v jedné rovině. Smíšený součin komplanárních vektorů v {\displaystyle \mathbb {R} ^{3}}je nulový.
Pro součiny vektorů v {\displaystyle \mathbb {R} ^{3}} platí důležité vztahy, jako je např. Jacobiho identita pro dvojitý vektorový součin, tzn.
{\displaystyle \mathbf {A} \times (\mathbf {B} \times \mathbf {C} )+\mathbf {B} \times (\mathbf {C} \times \mathbf {A} )+\mathbf {C} \times (\mathbf {A} \times \mathbf {B} )=0}.
Tato rovnost mj. ukazuje, že vektorové násobení není asociativní.
Dále platí tzv. Lagrangeova identita
{\displaystyle (\mathbf {A} \times \mathbf {B} )\cdot (\mathbf {C} \times \mathbf {D} )=(\mathbf {A} \cdot \mathbf {C} )(\mathbf {B} \cdot \mathbf {D} )-(\mathbf {A} \cdot \mathbf {D} )(\mathbf {B} \cdot \mathbf {C} )}.
Jejím speciálním případem je vztah
{\displaystyle {(\mathbf {A} \times \mathbf {B} )}^{2}={\mathbf {A} }^{2}{\mathbf {B} }^{2}-{(\mathbf {A} \cdot \mathbf {B} )}^{2}}.

Dalšími užívanými vztahy jsou
{\displaystyle (\mathbf {A} \times \mathbf {B} )\times (\mathbf {C} \times \mathbf {D} )=[\mathbf {A} (\mathbf {B} \times \mathbf {D} )]\mathbf {C} -[\mathbf {A} (\mathbf {B} \times \mathbf {C} )]\mathbf {D} }
{\displaystyle \mathbf {A} \times [\mathbf {B} \times (\mathbf {C} \times \mathbf {D} )]=(\mathbf {A} \times \mathbf {C} )(\mathbf {B} \cdot \mathbf {D} )-(\mathbf {A} \times \mathbf {D} )(\mathbf {B} \cdot \mathbf {C} )}

### Invariance operací
Sčítání vektorů je invariantní vůči všem lineárním zobrazením, tj. {\displaystyle \mathbf {A} (\mathbf {x} +\mathbf {y} )=\mathbf {A} \mathbf {x} +\mathbf {A} \mathbf {y} } pro nějakou lineární transformaci A, přičemž x a y označují vektory.
Vektorový součin dvou vektorů z {\displaystyle \mathbb {R} ^{3}} je invariantní vůči rotacím (ale ne zrcadlením). To znamená {\displaystyle \mathbf {A} (\mathbf {v} \times \mathbf {w} )=\mathbf {A} (\mathbf {v} )\times \mathbf {A} (\mathbf {w} )} pro libovolnou rotaci A. Znamená to, že vektorový součin je dobře definován i na abstraktním třírozměrném reálném vektorovém prostorů, pokud je na něm definován skalární součin a orientace. Vektorový součin dvou vektorů v prostoru je tedy dobře definován i „fyzikálně“, až na znaménko (je to pseudovektor).
Skalárni součin je invariantní vůči všem rotacím, ale navíc i zrcadlením (a nejen u třirozměrných reálných prostorových vektorů, ale i obecně.)
Smíšený součin tří vektorů z {\displaystyle \mathbb {R} ^{3}} je invariantní vůči všem lineárním zobrazením, které zachovávají objem a nemění orientaci prostoru (množina takových zobrazení se standardně značí {\displaystyle SL(3)}). Znamená to opět, že při dané volbě orientace (fyzikálního) třírozměrného prostorů je smíšený součin 3 vektorů dobře definován, obecně jeho znaménko závisí na orientaci prostoru (je to pseudoskalár).

### Úhel dvou vektorů
lze určit ze znalosti skalárního součinu a norem obou nenulových vektorů ({\displaystyle \|\mathbf {A} \|={\sqrt {\mathbf {A} \cdot \mathbf {A} }}}) pomocí vztahu:
{\displaystyle \cos \varphi ={\frac {\mathbf {A} \cdot \mathbf {B} }{\|\mathbf {A} \|\|\mathbf {B} \|}}}

### Další vektorové operace
Operace na vektorech:
- norma vektoru
- divergence
- rotace
- gradient vektorového pole

## Zvláštní druhy vektorů

### Jednotkový vektor
Jednotkovým vektorem označujeme vektor e s jednotkovou normou, tzn. {\displaystyle |\mathbf {e} |=1}.
Jednotkový vektor ve směru libovolného nenulového vektoru {\displaystyle \mathbf {v} } je určen vztahem
{\displaystyle \mathbf {e} ={\frac {\mathbf {v} }{|\mathbf {v} |}}}

### Nulový vektor
Nulový vektor {\displaystyle \mathbf {0} } je zvláštním případem vektoru, který lze zapsat jako uspořádanou n-tici {\displaystyle (0,0,\cdots ,0)}, tzn. všechny složky vektoru jsou nulové.
Norma nulového vektoru je rovna nule.
Z hlediska fyzikálního nemá nulový vektor směr ani orientaci.

### Tečný vektor
Je vektor vyskytující se na varietách, který má počátek (t.j. pevný bod, z kterého vychází) a určuje rychlost pohybujícího se objektu, který daným bodem prochází. (Formálně se definuje tak, že hladké funkci přiřadí příslušnou směrovou derivaci). Ve fyzice se často pracuje s vektorovými poli na varietách.

### Hermitovsky sdružený vektor
Vektor je obvykle vyjadřován jako sloupec s komponentami
{\displaystyle {\begin{pmatrix}a_{1}\\a_{2}\\\vdots \\a_{n}\end{pmatrix}}}
Hermitovské sdružení představuje aplikaci transpozice a komplexního sdružení, čímž získáme hermitovsky sdružený vektor se složkami
{\displaystyle (a_{1}^{*},a_{2}^{*},\cdots ,a_{n}^{*})}